# Süddeutsche Fußballmeisterschaft 1899/1900
Die süddeutsche Fußballmeisterschaft 1899/1900 war der zweite vom Verband Süddeutscher Fußball-Vereine (VsFV) ausgetragene Wettbewerb. Meister wurde nach einigen späteren Quellen der Straßburger FV, nachdem er in der 1. Runde bereits ausgeschieden war. Ältere Quellen legen nahe, dass der Wettbewerb nicht beendet und der Meistertitel entweder nicht vergeben worden ist oder aber, dass er auch in diesem Jahr schon dem Karlsruher FV „zufiel“.
Die Endrunde um die süddeutsche Meisterschaft wurde im Pokalmodus ausgetragen. Es gab keine regionale Vorausscheidungen, jeder Verein der daran teilnehmen wollte, musste sich beim Verband dafür anmelden. Daneben bildeten sich – zunächst 1899 in Mannheim (MFB), in Karlsruhe (KFB) und in München (VMFV) sowie 1900 in Frankfurt (FAB), später auch in anderen Regionen – lokale Fußballverbände, die ihre eigenen Meisterschaftsrunden ausrichteten. Eine Aufnahme dieser Lokal-Verbände wurde auf dem Verbandstag des VsFV abgelehnt.
Es nahmen neun Vereine teil, einer mehr als an der ersten Meisterschaft. Bedingt durch unklare Angaben in verschiedenen Chroniken und noch ausstehende Recherchen waren die teilnehmenden Mannschaften und die ausgetragenen Spiele lange Zeit nur teilweise bekannt, jedoch sind die „Wettspieldaten“ (Ansetzungen) inzwischen aufgetaucht und die Ergebnisse bis zum Halbfinale auch. Es wurden drei „Kreise“ gebildet und die Endrunde im Pokalmodus ausgespielt.

## Endrunde 1899/1900

Die Mannheimer Fußball Gesellschaft 1896;
die älteste Mannheimer Mannschaft im Jahr 1899

### 1. Kreis
| 12. November 1899  | 12. November 1899 | 12. November 1899            | 12. November 1899 | 12. November 1899 |
| ------------------ | ----------------- | ---------------------------- | ----------------- | ----------------- |
| 1. Hanauer FC 1893 | 5:1               | Frankfurter FC Germania 1894 | Hanau             |                   |
| 26. November 1899  |                   |                              |                   |                   |
| Mannheimer FG 1896 | 3:0               | 1. Hanauer FC 1893           | Frankfurt         |                   |

### 2. Kreis
| 5. November 1899         | 5. November 1899 | 5. November 1899         | 5. November 1899        | 5. November 1899 |
| ------------------------ | ---------------- | ------------------------ | ----------------------- | ---------------- |
| 1. FC Pforzheim          | 1:6              | Pforzheimer FC Frankonia | Sportplatz FC Alemannia |                  |
| 19. November 1899        |                  |                          |                         |                  |
| Karlsruher FV            | 3:4              | FC Frankonia Karlsruhe   | Exerzierplatz Karlsruhe |                  |
| 10. Dezember 1899        |                  |                          |                         |                  |
| Pforzheimer FC Frankonia | 0:0              | Karlsruher FV            | Pforzheim               |                  |

Wiederholungsspiel:
| 17. Dezember 1899 | 17. Dezember 1899 | 17. Dezember 1899        | 17. Dezember 1899 | 17. Dezember 1899 |
| ----------------- | ----------------- | ------------------------ | ----------------- | ----------------- |
| Karlsruher FV     | 2:1               | Pforzheimer FC Frankonia | Karlsruhe         |                   |

### 3. Kreis
Der Sieger war direkt für das Finale qualifiziert. Der Freiburger FC verzichtete zu einem nicht bekannten Zeitpunkt auf die weitere Teilnahme und der Straßburger FV rückte, einer späteren Quelle zufolge, als unterlegene Mannschaft nach.
| 19. November 1899 | 19. November 1899 | 19. November 1899 | 19. November 1899 | 19. November 1899 |
| ----------------- | ----------------- | ----------------- | ----------------- | ----------------- |
| Straßburger FV    | 0:2               | Freiburger FC     | Lenotre-Platz     |                   |

### Vorschlussrunde
In der Vorschlussrunde hätten die Sieger des 1. und 2. Kreises schon am 3. Dezember 1899 in Mannheim aufeinander treffen sollen. Durch die Verzögerung im 2. Kreis war eine Verlegung notwendig.
| 31. Dezember 1899 | 31. Dezember 1899 | 31. Dezember 1899  | 31. Dezember 1899 | 31. Dezember 1899 |
| ----------------- | ----------------- | ------------------ | ----------------- | ----------------- |
| Karlsruher FV     | 3:1               | Mannheimer FG 1896 | Karlsruhe         |                   |

Hiergegen protestierten nunmehr die Mannheimer erfolgreich (es ging um die zunächst verweigerte Spielberechtigung für ihren Verteidiger Brückel), so dass eine Neuansetzung erforderlich wurde.
| 11. März 1900      | 11. März 1900 | 11. März 1900 | 11. März 1900 | 11. März 1900 |
| ------------------ | ------------- | ------------- | ------------- | ------------- |
| Mannheimer FG 1896 | 1:1           | Karlsruher FV | Mannheim      |               |

Eine Verlängerung gab es nicht, so dass eigentlich eine abermalige Neuansetzung erforderlich war. Auf ein erneutes Spiel MFG gegen den KFV, und überhaupt den Fortgang der Meisterschaft, gibt es in den folgenden Wochen und Monaten in der zeitgenössischen Fach- und Tagespresse keine Hinweise.

### Finale
| Straßburger FV |  | Karlsruher FV |

Das lange Zeit genannte Ergebnis (4:3) stammt aus dem Jahr 1898, siehe z. B. Festschrift zum 30-jährigen des Karlsruher FV. Zusammengestellt und bearbeitet von Jörg H. Nagel. Chronik 1921, S. 8.: "Die in der Spielzeit 1898–99 erstmals ausgefochtene Süddeutsche Meisterschaft musste man zwar dem Straßburger Fußballclub mit 3-4 Toren überlassen, gegen den man im entscheidenden Spiel mit Ersatz antreten musste, [...]". Auch Luy, Seite 49, bestätigt für 1898 ein solches Ergebnis. Bei Zeilinger, Seite 22, wurde es versehentlich dem Jahr 1900 zugeordnet, was jedoch anhand der Mannschaftsaufstellung der Straßburger nicht sein kann. Quelle hierfür ist Ivo Schrickers selbst geführtes Spieleverzeichnis.